# Italianismus
Als Italianismus bezeichnet man eine Entlehnung in Form eines Fremd- oder Lehnwortes (und anderer sprachlicher Einheiten) aus dem Italienischen. Das Deutsche weist zahlreiche Italianismen auf, die seit dem Spätmittelalter entweder direkt entlehnt wurden oder durch Vermittlung des Italienischen in den Sprachgebrauch gelangten.
Betrachtet man die Sprachen, aus denen das Deutsche Wörter übernommen hat, so gehört das Italienische zu den Sprachen mit dem größten Einfluss: Italianismen rangieren mit 6,5–7 % unter allen Entlehnungen je nach Datengrundlage an 4. (Best 2001) bzw. 5. Stelle (Körner 2004: 30); ihre Entwicklung folgt dem Sprachwandelgesetz/Piotrowski-Gesetz. Über den Anteil der Italianismen an den Entlehnungen in den einzelnen Jahrhunderten gibt Best (2001) Auskunft. Besonders stark ist ihr Einfluss in den Kommunikationsbereichen Handel, Kunst und Lebensstil.

## Erscheinungsformen
Bei der Unterscheidung von Italianismen werden diese in direkte und indirekte Klassen unterteilt. Im Gegensatz zu den direkten Italianismen erfolgt die Entlehnung bei den indirekten nicht unmittelbar aus einer bestimmten Sprache, sondern durch eine Mittlersprache. Beispielsweise wurde das Wort Baguette, dessen Ursprung das italienische Lemma bacchetta ist, durch die Mittlersprache Französisch ein Teil der deutschen Sprache. Der gleiche Prozess fand bei dem Wort Balkon statt, das über das Französische balcon aus dem Italienischen balcone übernommen wurde. Das Entlehnen von Italianismen aus dem Französischen führt vermehrt zu indirekten Italianismen vor allem in der deutschen und englischen Sprache. Eine Häufung von direkten Italianismen ist oftmals durch die enge und langjährige Beziehung zweier Länder wie Italien und Frankreich erklärbar. Hierbei geht man davon aus, dass es bei direkt entlehnten Italianismen viel seltener zu einer vollständigen Integration des Lemmas kommt.
Zudem ist bei Italianismen eine Unterscheidung nach Entlehnungstypen möglich. Diese lassen sich in Lehnwörter, Fremdwörter, Lehnprägungen, Lehnübersetzungen, Hybridbildungen und Pseudoentlehnungen gliedern. Im Deutschen ist vor allem die Gruppe der Lehnwörter dominant, so dass beispielsweise die Lemmata Artischocke und Bandit, abgeleitet von den italienischen Begriffen articiocco und bandito, nun fester Bestandteil der deutschen Sprache sind. Lehnprägungen sowie Pseudoitalianismen treten dagegen eher selten in Erscheinung. Zu der letzteren Gruppe der Pseudoitalianismen zählen Wörter, deren Ursprung im Italienischen zu liegen scheint, die aber tatsächlich kein Teil des italienischen Lexikons sind. Solche Lemmata bestehen überwiegend aus deutschen Elementen. Das Lemma picobello existiert beispielsweise in dieser Form nicht in der italienischen Sprache und findet nur in der deutschen als Pseudoitalianismus seinen Platz. Pseudoitalianismen können italienische Elemente mit falschem Signifiant wie einer falschen Orthographie oder Morphologie oder mit falschem Signifié sein. Es könnten aber auch nur einzelne Elemente wie Suffixe italienischer Herkunft sein. Dies zeigt zudem die häufig sprachspielerische Markierung von Italianismen in Umgang und Gebrauch auf, wohingegen zum Beispiel französische Entlehnungen eher bildungssprachlicher Natur sind. Weitergehend fanden auch Lehnübersetzungen wie die Wörter Blumenkohl von cavolfiore und Großherzog von granduca sowie Hybridbildungen wie Bratschgeige von viola di braccio oder Furore machen von far furore ihren Platz in der deutschen Sprache. Die aus dem Italienischen entnommenen Begriffe wurden dabei übersetzt und der deutschen Sprechweise angepasst. Italienische Fremdwörter im Deutschen, die gänzlich ohne Anpassung übernommen wurden, stammen überwiegend aus dem Themenbereich der Musik. Zudem ist auffällig, dass es im Deutschen oftmals zu Inversionen der einzelnen Elemente einer italienischsprachigen Entlehnung kommt, wie bei den Begriffen Nettogewicht, it. peso netto oder Blumenkohl, it. cavolfiore zu sehen ist. Die einzelnen Wortbestandteile werden übersetzt und ihre Reihenfolge getauscht.
Eine dritte Unterscheidungsmöglichkeit bei der Entlehnung von Wörtern ist die der Gliederung in notwendige Entlehnungen und Luxuslehnwörtern. Erstere entstehen dabei aus der Not heraus, neu entstandene Produkte und Konzepte benennen zu wollen. Hierbei ist es ökonomischer bereits existierende Begrifflichkeiten zu übernehmen, als neue zu schaffen. Deren Etablierung in der Zielsprache erfolgt dabei in Etappen. Die zweite Gruppe der Luxuslehnwörter entsteht auch aus dem Bedürfnis heraus ein Produkt benennen zu wollen. Allerdings wäre die Übernahme des fremdsprachlichen Begriffes nicht zwingend notwendig, da es bereits eigensprachige Bezeichnungen gäbe. Das Konzept von Luxuslehnwörtern basiert folglich nur auf dem Wunsch nach einer bestimmten Benennungsweise und stellt den Nutzer vor die Wahl, welches der zwei Wortmöglichkeiten er nutzen möchte.

## Graphemik
Das Italienische weist Grapheme wie <cc>, <gn>, <ggh>, <cqu> auf, die es im Deutschen nicht gibt. Ein Graphem wie <sch> beispielsweise im italienischen Lemma Bruschetta, kann leicht mit der deutschen Aussprache verwechselt werden. Dies gilt auch für die Graphemkombination <cch> in Zucchini und die Doppelkonsonanten <ll> in Cannelloni. Durch die Ersetzung solcher fremden Grapheme durch bereits in der Zielsprache integrierte, können sprachliche Diskrepanzen vermieden werden. Ein solcher Integrationsprozess erfolgte vom Italienischen ins Deutsche beispielsweise bei der Umwandlung der Konsonanten <c> in <k> oder <c> in <z>, so entstanden die deutschen Wörter Kasino und Porzellan aus den ursprünglich italienischen Lemmata casino und porcellana. Bei einigen dieser Begriffe ist im Deutschen jedoch eine Mehrzahl an Optionen möglich. So findet sich die Schreibweise mit <c> oder auch <k> wie in den Begriffen Casino/Kasino oder Staccato/Stakkato in der deutschen Schriftsprache wieder. Diese Varianz in der Orthographie wird teils auch zur semantischen Abgrenzung der Lemmata genutzt, so dass beim letztgenannten Beispiel die italienische Schreibweise mit <cc> vorwiegend für die musikalische Fachsprache genutzt wird und die integrierte Variante eher von Schriftstellern bevorzugt wird. Besonders bei der Entlehnung von Italianismen im Bereich des Kulinarischen kommt es immer wieder zu orthographischen Problemen, was auf die lautferne Verschriftung zurückzuführen ist. Dies tritt besonders beim bereits erwähnten Doppelkonsonantismus auf, bei dem eine Vereinfachung des Wortes durch die Weglassung einer der zwei Konsonanten angestrebt wird.

## Wortarten
Betrachtet man die Wortarten der Italianismen im Deutschen fällt auf, dass die Mehrheit der Italianismen zu den Substantiven zählen. Verben, Adjektive und Redewendungen kommen zwar auch vor, jedoch seltener. Die Entlehnung von Verben tritt dabei häufiger noch in der deutschen und französischen Sprache auf als im Englischen, was vor allem mit der leichteren Anpassungsfähigkeit der Sprachen zusammenhängt. Aufgrund der hohen Entlehnungszahl von Substantiven, beschränkt sich der Integrationsprozess von Italianismen vor allem auf die Graphemik. Die Notwendigkeit einer grammatikalischen Anpassung, wie es bei Verben aus dem Englischen üblich ist, kommt bei der Entlehnung italienischer Begriffe folglich kaum zum Tragen.

## Pluralbildung
Bei der Bildung des Plurals von Italianismen im Deutschen existieren Varianten mit fremden Pluralsuffixen des Italienischen sowie mit teilassimiliertem s-Suffix und vollassimiliertem Pluralsuffix. So können drei unterschiedliche Pluralformen von Italianismen in der deutschen Sprache existieren. Dies ist besonders bei dem Lemma Pizza erkennbar. So wäre die Stammform Pizza um den Pluralmarker –s zu Pizzas erweiterbar, die Übernahme des italienischen Plurales pizze möglich oder aber auch eine hybride Form mit dem Suffix –en denkbar, so dass auch die Form Pizzen ihren Platz im Deutschen findet.
Eine Beibehaltung der italienischen Pluralendung –i symbolisiert oftmals eine weniger fortgeschrittene Integration als eine Ersetzung mit der deutschen Pluralendung –os oder einer anderen entsprechenden Endungsform. Oftmals wird der italienische Plural auch nicht als solcher erkannt, sodass eine neue Form gebildet wird. Dies erfolgte beispielsweise bei den Wörtern Brokkoli, Paparazzi und Konfetti, die in ihrer Pluralform jeweils ein s-Suffix angefügt bekommen.
Die Endung ist allgemein oft ein Indiz zur Erkennung von Entlehnungen aus dem Italienischen, wie das o-Suffix bei den Wörtern Fresko, Konto und Porto zeigt. Einige italienische Begriffe verlieren in ihrer entlehnten Variante im Deutschen, Spanischen und Englischen ihre Vokalendung jedoch komplett, wie anhand des italienischen Wortes arsenale zu sehen ist, das im Französischen, Englischen und Deutschem zu arsenal beziehungsweise Arsenal wird.

## Semantik
Von der italienischen Sprache wurde vor allem die deutsche stark beeinflusst. Dadurch kam es in den vergangenen Jahren zu zahlreichen lexikalischen Übernahmen innerhalb bestimmter vom Italienischen besonders beeinflusster semantischer Bereiche. Allgemein zählen hierzu vorrangig Begriffe und Fachtermini aus der Seefahrt, dem Weinbau oder der Baukunst.
Betrachtet man die Anzahl der Italianismen im Deutschen und gliedert diese nach ihrer Semantik, stammen die häufigsten Lemmata aus den Bereichen Musik, Gastronomie, Wirtschaft, Handel und Finanzen sowie Seefahrt. In dem Fachgebiet Musik sind es primär Instrumentnamen sowie Angaben zu Geschwindigkeit und Spielart, die in die deutsche Sprache übernommen wurden. Dies erfolgte vermehrt im 19. Jahrhundert aufgrund der zahlreichen Erfassungen musikalischer Begriffe in diesem Zeitraum. Im Bereich des Kulinarischen kam es erst später ab Mitte des 20. Jahrhunderts zu einem Anstieg der Entlehnungen durch italienische Gastarbeiter in Deutschland.

## Mittelhochdeutsch
Die Entwicklung von Handel und Geldwirtschaft, vor allem durch den Kontakt zu Florenz, Genua und Venedig, ließ zahlreiche Begriffe aus dem Bankwesen in den Sprachgebrauch einfließen; Agio, Bank, Bankrott, Bilanz, Disagio, Giro, Groschen, Kapital, Kasse, Kredit, Konto, Netto, Porto, Prokura, Rabatt, Rest und Risiko stammen aus dieser Zeit.
Daneben übernahm das Mittelhochdeutsche Wörter wie Damast und Reis als Bezeichnung von Handelswaren; als Fachwörter kamen Spund über das spätlateinische (ex)punctum aus dem Wein- und Karat aus dem Edelsteinhandel ins Deutsche. Die Lehnübertragungen „festes Land“ aus terra ferma und „hohe See“ aus alto mare, die Wörter Mole und Barke entstammen der Seefahrt, Kanone, Lanze und Alarm aus all’arme „zu den Waffen“ der Militärsprache.
Schon die Kreuzzüge, später die kulturellen und wirtschaftlichen Beziehungen zum Orient brachten über das Italienische aus dem Arabischen u. a. Giraffe, Joppe, Lack, Marzipan und Sirup ins Deutsche.

## Frühneuhochdeutsch
Von der Bedeutung Italiens auf die europäische Kunst bis zur Renaissance zeugen z. B. maltechnische Begriffe wie Fresko, Guazzo, Impasto, Pastell, Sgraffito, Secco und Tempera. Die Epoche wird in der Kunst- und Kulturgeschichte mit den Namen Trecento, Quattrocento und Cinquecento umrissen.
Durch den Einfluss italienischer Komponisten wurde deren Sprache bis heute maßgeblich für die Fachterminologie der Musik. Tempobezeichnungen wie Adagio, Allegro, Andante oder Presto, dynamische Stufen wie forte und piano, daneben etliche Gattungen und Formen: Arie, Divertimento, Kantate, Oper, Sonate oder Sinfonie.

## Gegenwartssprache
Die Einwanderung zehntausender Italiener als Arbeitsmigranten in den 1950ern, aber auch die Entdeckung Italiens als touristisches Ziel haben vor allem Bezeichnungen aus den Bereichen Essen und Trinken sowie Lebensstil bekannt gemacht. Mit der wachsenden Beliebtheit der italienischen Küche wurden viele ihrer Begriffe bekannt. Dies sind unter anderem Käsesorten Gorgonzola, Mascarpone, Mozzarella, Parmesan, Pecorino und Ricotta, Wurstwaren wie Mortadella und Salami, Gerichte wie Bruschetta, Carpaccio, Minestrone, Pizza, Polenta, Risotto und Saltimbocca, schließlich Espresso, Cappuccino und Latte macchiato.
Italianismen sind dabei so weit in den Sprachgebrauch eingedrungen, dass sie bisher verwendete Wörter verdrängt haben, zum Beispiel Rucola die Rauke, Romanesco den seit dem 16. Jahrhundert bekannten Türmchenkohl; Pasta wird heute vielfach als Oberbegriff für Teigwaren auch nicht-italienischer Herkunft verwendet. Worte und Phrasen wie Ambiente, Dolce Vita, dolce far niente, Diva oder Primadonna sind Teil der Umgangssprache.

## Liste
weitere Italianismen:
- Agent
- Bankett
- Brokat
- Brutto
- Dilettant
- dito
- Fango
- Faschismus
- Fiasko
- Galopp
- Ghetto
- Gondel
- Graffiti
- Grotte
- Intermezzo
- Inventar
- Kartoffel
- Koralle
- Korridor
- Kuppel
- Lava
- Makkaroni
- Mandel
- Maske
- Melone
- Mezzosopran
- Netto
- Partisan
- Peperoni
- Rhabarber
- Salat
- Salto
- Salto Mortale
- Schachtel
- Spagat
- Spaghetti
- Spaß
- Spesen
- Tarif
- Tenor
- Torte
- Zitrone
- Zucker